# Ricky Montgomery
Richard Owen Holmes Montgomery (nacido el 3 de abril de 1993), conocido profesionalmente como Ricky Montgomery (estilizado como Ricky Montgomery), es un cantautor estadounidense. En 2020, sus canciones se volvieron virales en Tik Tok. Sus canciones más populares en ese tiempo fueron "Mr. Loverman" y "Line Without a Hook", 

## Primeros años de vida
Richard Owen Holmes Montgomery nació en Los Ángeles el 3 de abril de 1993. Su madre era profesora,  y su padre capataz . Cuando Montgomery era joven, sus padres se divorciaron, y en 2005, él y su madre se mudaron a St. Louis, Misuri, donde vivió entre los 12 y los 21 años, y donde también asistió a la universidad. A los 14 años comenzó a tocar en varias bandas. En 2014, ganó seguidores en Vine, un servicio de vídeos de formato corto, en el que publicaba canciones originales cómicas.  Encontró el sitio el día después del lanzamiento de la aplicación a partir de un artículo de noticias de CNN . Vio el sitio como un potencial "trampolín para una posible carrera musical". Después de encontrar el éxito con Vine, Montgomery lanzó su primer EP, Caught on the Moon . Poco después, abandonó la universidad y regresó a Los Ángeles para seguir una carrera musical.
Tiene un hermano. Sus pronombres son él/ elle .

## Carrera
En Los Ángeles, lanzó su primer álbum de estudio Montgomery Ricky el 1 de abril de 2016. Montgomery fundó la banda independiente The Honeysticks con un amigo suyo de la infancia  para experimentar musicalmente.   El nombre de la banda se deriva de un bocadillo que Montgomery comía todos los sábados por la mañana cuando era niño, hecho de barras de miel . En 2018, se tomó un año libre para hacer música. Ha iniciado empresas de marketing en redes sociales para ganar más dinero. Para 2020, consideró dejar de hacer música por completo. Sin embargo, a mediados de 2020, durante la pandemia de COVID-19, sus dos sencillos —"Mr Loverman" y "Line Without A Hook"— se volvieron virales en TikTok . Con su explosión de popularidad, "prácticamente todos los grandes sellos A&R se pusieron en contacto con él en cuestión de meses". En diciembre de 2020, después de una gran guerra de ofertas, Montgomery firmó con Warner Records.

I think because we had a really traumatizing year, these songs kind of found a moment, because they're all, in their own way, about traumas in my life.
Ricky Montgomery

Desde entonces, ha remezclado dos canciones en 2021 de su álbum debut con sus compañeros artistas Chloe Moriondo y mxmtoon respectivamente.   Montgomery se puso en contacto con mxmtoon después de encontrarla interpretando una de sus canciones en la plataforma de transmisión Twitch, y descubrió que había sido fanática de su contenido de Vine antes de que cerrara. Encontró a Moriondo en la versión de una canción de "Out Like A Light". 

## Discografía

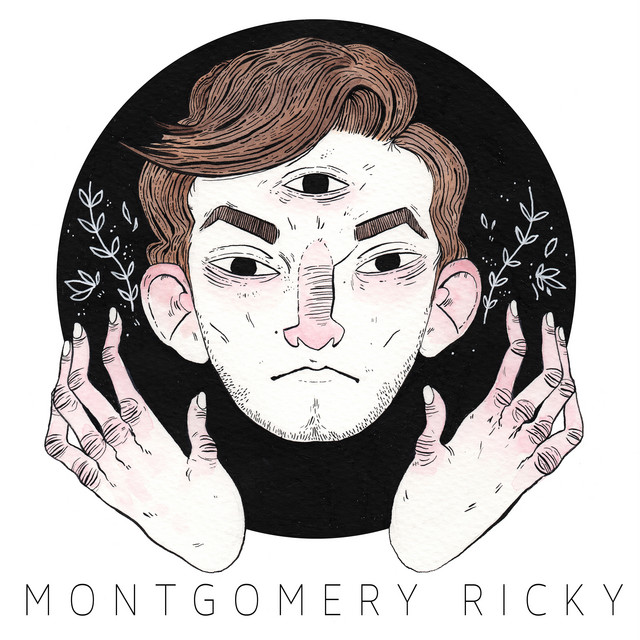
Portada del álbum Montgomery Ricky

### Álbumes
- Montgomery Ricky (2016)

- Rick (2023)

### EP
- Caught on the Moon (2014)
- The Honeysticks (2018)[13]
- I'ts 2016 Somewhere (2022)[14]

### Individuales
- "Out Like a Light 2" (2019)[15]
- "Cars" (2020)[16]
- "Line Without a Hook (feat. mxmtoon)" (2021)
- "Mr Loverman (feat. chloe moriondo)" (2021)
- "Eraser" (2023)[17]
- "Don't Say That" (2023)[18]
- "Nobody Loves Me" (2023)[19]
- "Black Fins" (2023)[20]
- "Boy Toy" (2023)[21]
- "It's Ok to Cry" (2024)
- "Unknown Phantom" (2024)
- "Reptilia" (2024)

### Caught on the Moon(2014)
Todas las canciones escritas por Ricky Montgomery

| Caught on the Moon |                  |          |  |
| N.º                | Título           | Duración |  |
| 1.                 | «Last Night»     | 4:03     |  |
| 2.                 | «California»     | 3:30     |  |
| 3.                 | «Get Used to It» | 3:53     |  |
| 10:26              |                  |          |  |

### The Honeysticks(2018)
Todas las canciones escritas y compuestas por Ricky Montgomery, The Honeysticks. 
| Los palitos de miel |                            |          |  |
| N.º                 | Título                     | Duración |  |
| 1.                  | «Better»                   | 3:24     |  |
| 2.                  | «I Don't Love You Anymore» | 3:45     |  |
| 3.                  | «Get to You»               | 4:15     |  |
| 4.                  | «Out Like a Light»         | 4:16     |  |
| 15:44               |                            |          |  |

### It's 2016 Somewhere(2022)
Todas las canciones escritas y compuestas por Ricky Montgomery. 
| It's 2016 Somewhere |                                       |          |  |
| N.º                 | Título                                | Duración |  |
| 1.                  | «Intro»                               | 0:19     |  |
| 2.                  | «Talk to You»                         | 3:34     |  |
| 3.                  | «Sorry for Me»                        | 3:17     |  |
| 4.                  | «Mom (Interlude)»                     | 0:45     |  |
| 5.                  | «Settle Down»                         | 2:58     |  |
| 6.                  | «Mr. Loverman - Acoustic»             | 3:57     |  |
| 7.                  | «I Don't Love You Anymore - Acoustic» | 3:19     |  |
| 18:09               |                                       |          |  |

### Rick(2023)
Todas las canciones escritas y compuestas por Ricky Montgomery. 
| Rick  |                                                   |          |  |
| N.º   | Título                                            | Duración |  |
| 1.    | «One Way Mirror»                                  | 3:36     |  |
| 2.    | «Boy Toy»                                         | 2:56     |  |
| 3.    | «Truth or Dare»                                   | 2:34     |  |
| 4.    | «I'm Just Joking in This Interlude - (Interlude)» | 1:22     |  |
| 5.    | «In Your Pocket»                                  | 3:02     |  |
| 6.    | «Don't Say That»                                  | 3:42     |  |
| 7.    | «Eraser»                                          | 3:03     |  |
| 8.    | «We Got Married Twice - (Interlude)»              | 1:24     |  |
| 9.    | «Type A»                                          | 3:13     |  |
| 10.   | «Papel Tower»                                     | 3:31     |  |
| 11.   | «Sometimes I Need to Be Alone»                    | 4:21     |  |
| 12.   | «Ethan's Song»                                    | 1:49     |  |
| 13.   | «Black Fins»                                      | 4:22     |  |
| 14.   | «Ribbons (Outro)»                                 | 1:32     |  |
| 40:27 |                                                   |          |  |

### Rick(y) (2024)
| Disco 1 |                                                 |          |  |
| N.º     | Título                                          | Duración |  |
| 1.      | «One Way Mirror»                                | 3:36     |  |
| 2.      | «Boy Toy»                                       | 2:56     |  |
| 3.      | «Truth or Dare»                                 | 2:34     |  |
| 4.      | «I'm Just Joking in This Interlude (Interlude)» | 1:22     |  |
| 5.      | «In Your Pocket»                                | 3:02     |  |
| 6.      | «Don't Say That»                                | 3:42     |  |
| 7.      | «Eraser»                                        | 3:03     |  |
| 8.      | «We Got Married Twice (Interlude)»              | 1:24     |  |
| 9.      | «Type A»                                        | 3:13     |  |
| 10.     | «Paper Towel»                                   | 3:31     |  |
| 11.     | «Sometimes I Need to Be Alone»                  | 4:21     |  |
| 12.     | «Ethan's Song»                                  | 1:49     |  |
| 13.     | «Black Fins»                                    | 4:22     |  |
| 14.     | «Ribbons Outro»                                 | 1:32     |  |

| Disco 2 |                         |          |  |
| N.º     | Título                  | Duración |  |
| 1.      | «Here Comes the Moon»   | 2:02     |  |
| 2.      | «Penny Come Home»       | 3:58     |  |
| 3.      | «It's Ok to Cry»        | 2:41     |  |
| 4.      | «Sorry for Me»          | 3:17     |  |
| 5.      | «Talk to You»           | 3:34     |  |
| 6.      | «Settle Down»           | 2:58     |  |
| 7.      | «Same Shit (Interlude)» | 1:42     |  |
| 8.      | «Reptilia»              | 3:41     |  |
| 9.      | «Unknown Phantom»       | 4:12     |  |
| 1:08:00 |                         |          |  |

(La duración incluye ambos discos)